# Dead Guys Don't Dance, Part One
Dead Guys Don't Dance, Part One er en dansk eksperimentalfilm fra 1995 instrueret af Jesper Pedersen.

## Handling
Et personligt portræt af Ian Curtis, forsangeren i gruppen Joy Division, der begik selvmord.